# Brumunddal (stacja kolejowa)
Brumunddal – stacja kolejowa w Brumunddal, w regionie Hedmark w Norwegii, jest oddalona od Oslo Sentralstasjon o 139,90 km. Jest położona na wysokości 134,0 m n.p.m.

## Ruch pasażerski
Leży na linii Dovrebanen. Stacja obsługuje ruch lokalny do Oslo Sentralstasjon i Lillehammer; pociągi na tej trasie jeżdżą co dwie godziny w obie strony.
Stacja obsługuje 6 połączeń dziennie z Oslo S i Dombås oraz cztery z Trondheim S.

## Obsługa pasażerów
Poczekalnia, kasa biletowa, automat biletowy, telefon publiczny, winda peronowa. parking na 40 miejsc, parking rowerowy, WC, ułatwienia dla niepełnosprawnych, przystanek autobusowy, postój taksówek.